# 慶照寺
慶照寺（けいしょうじ）は広島県府中市出口町にある浄土真宗本願寺派の仏教寺院。山号は光暁山。同じく府中町にある浄土真宗明浄寺の末寺。本尊は阿弥陀如来。
入り口は石州街道沿いにあり、江戸時代には府中町の北側の重要な場所で、普段は一と六のつく日、月6回市が立つ場所でもあった。
現本堂は、元文5年（1740年）の築、鐘楼門は文化2年（1805年）の築。

## 由来
永禄2年（1559年）、田坂教春により現在の府中市荒谷町の高倉に開創されたのが始まりである。

### 田坂規仲
田坂教春（孝春）は出家前は田坂規仲と称し、現在の三原市小坂町にあった稲村山城主田坂義詮（善詮）の子である。田坂家は土肥氏の庶流とも言われ応永年間(1394年－1427年)に同じく土肥氏庶流の小早川春平によって下野国から招かれ代々沼田小早川家の家臣で家老職を務める家柄であった。父親の田坂義詮の代に沼田小早川家の相続問題が起こり、義詮は竹原小早川家を継いでいた毛利元就の子の小早川隆景を招き入れることに強く反対していた。このため小早川隆景が沼田小早川家を継いだ後に日名内玄心により暗殺され、稲村山城も落城した。その際に規仲は現在の尾道市御調町の照源寺へと落ちのび、照源寺の知春の弟子となった。

### 移転
高倉にあった慶照寺は天正年間（1573年-1592年）に土生、さらに同村内の殿坂へと移転した。三世宗言の代になって出口の寺窪に移り、元文5年（1740年）七世知教の代に現在地出口町鴨田へと移転した。　
住職は代々田坂家が務め、現在は第14代の田坂英俊である。